# Scott Wittman
Scott Wittman (Nanuet, 16 de novembro de 1954) é um diretor americano, letrista e escritor da Broadway, concertos e televisão.

## Vida e carreira
Wittman foi criado em Nanuet, Nova York, graduou-se na Nanuet Senior High School em 1972 e frequentou o Emerson College em Boston por dois anos antes de seguir para uma carreira no teatro musical em Nova York .  Enquanto dirigia um show para um clube do Greenwich Village, ele conheceu Marc Shaiman, e os dois se tornaram colaboradores e parceiros profissionais. Enquanto Shaiman escrevia para programas de televisão, incluindo Saturday Night Live, Wittman dirigiu concertos para artistas como Bette Midler, Christine Ebersole, Raquel Welch, Dame Edna Everage e Lypsinka, entre outras.
Em 2002, Shaiman e Wittman escreveram a música e as letras do musical Hairspray, que ganhou o Drama Desk Award de Outstanding Lyrics, o Tony Award de Melhor Trilha Sonora Original e o Grammy Award. Além de Hairspray, Wittman concebeu, escreveu letras e dirigiu Martin Short: Fame Becomes Me e concebeu e dirigiu Matters of the Heart, um concerto solo de Patti LuPone em 2000.
Shaiman e Wittman trabalhou em Catch Me If You Can, uma adaptação musical de 2002 Steven Spielberg filme, juntamente com Terrence McNally. O musical estreou na Broadway em abril de 2011. Eles novamente trabalharam juntos em A Fantástica Fábrica de Chocolates, o Musical .
Em 2011, o Hairspray foi realizado na Nanuet Senior High School , onde Wittman cursou o ensino médio.
Em 2013, Wittman e Marc Shaiman co-escreveram a trilha sonora de Bombshell, um musical sobre Marilyn Monroe dentro do contexto do programa de televisão da NBC, Smash. Uma trilha sonora foi lançada no mesmo ano.
Wittman e Shaiman colaboraram em 2018 em Mary Poppins Returns, onde Wittman escreveu as letras de nove das faixas listadas. Ele e Shaiman foram nomeados para o Oscar de Melhor Canção Original pela música "The Place Where Lost Things Go". 